# Campos Altos
Campos Altos é um município brasileiro do estado de Minas Gerais. Localizado na Região Geográfica Imediata de Araxá e na Região Geográfica Intermediária de Uberaba.

## História
Campos Altos, antigo distrito criado em 1938 e subordinado ao município de Ibiá, tornou-se município pelo decreto-lei estadual nº 1.058, de 31 de dezembro de 1943.

## Geografia
Sua população estimada em 2022 era de 12.979 habitantes. A cidade se encontra a 270 km da capital Belo Horizonte.
É cortada por uma ferrovia, a Linha Tronco da antiga Rede Mineira de Viação, atualmente concedida para o transporte de cargas pela Ferrovia Centro-Atlântica e por uma rodovia, a BR-262. 

## Economia
O queijo produzido na região, chamado de "Queijo Araxá" é considerado de uma qualidade e sabor incomparáveis, e o café já ganhou algumas vezes o premio de "Melhor café do mundo". [carece de fontes?]
A cultura da uva é incipiente no município, tendo sido constituída uma associação dos produtores para incrementar sua produção e cultura.

### Turismo
O município faz parte do circuito turístico da Canastra.